# Bassée
Pour l’article homonyme, voir Bassée (homonymie).
La Bassée est un territoire se trouvant à cheval sur les départements de Seine-et-Marne et de l'Aube. Ce territoire se trouve globalement dans le lit supérieur de la Seine, entre Nogent-sur-Seine et Montereau-Fault-Yonne.

## Activités et projets
Elément central du territoire, la Seine a fait l'objet au cours des derniers siècles de divers aménagements visant à faciliter le transport fluvial d'une part (via notamment la réalisation des canaux de Bray à La Tombe et de Beaulieu), et l'extraction de matériaux d'autre part (granulats alluvionnaires), tout en gardant un rôle important de réserve naturelle (voir ci-dessous) et de zone de pêche de loisirs.
Un projet de création d'un canal entre Villiers-sur-Seine et Nogent-sur-Seine vise à rendre la Seine navigable par des bateaux de plus grand gabarit (jusqu'à 2500 tonnes). Il est porté par Voies Navigables de France (VNF)
Un projet porté par l'établissement public territorial de bassin Seine Grands Lacs projette des aménagements visant à protéger la région parisienne du risque d'inondation, au moyen d'une dizaine de réservoirs (ou « casiers ») destinés à recueillir de l'eau pompée dans la Seine en cas de crue. Ces deux projets font l'objet d'inquiétudes quant à leur impact sur la réserve naturelle et de critiques quant à leur bien-fondé, notamment de la part du Conseil scientifique régional du patrimoine naturel d'Île-de-France,. Les travaux d'un premier casier (dit « casier pilote ») ont néanmoins été lancés début 2021, pour une mise en service en 2025.
La Bassée doit par ailleurs être traversée par la Véloroute n° 33 la Seine à vélo ; les aménagements associés sont cependant suspendus à la réalisation (ou l'abandon) du projet de VNF.

## Environnement
En octobre 2002 a été créée la réserve naturelle nationale de la Bassée sur 854 hectares et sept communes de Seine-et-Marne (Everly, Gouaix, Grisy-sur-Seine, Jaulnes, Les Ormes-sur-Voulzie, Mouy-sur-Seine et Noyen-sur-Seine).
La faune et la flore sont particulièrement riches dans les zones humides bordant la Seine. Selon l'Association des naturalistes de la vallée du Loing et du massif de Fontainebleau, il serait recensé en Bassée :
- 750 espèces de végétaux supérieurs ;
- plusieurs centaines de végétaux inférieurs ;
- 23 espèces végétales protégées ;
- 231 espèces d'oiseaux observées ;
- plus de 46 espèces de mammifères ;
- 12 espèces d'amphibiens ;
- 10 espèces de reptiles ;
- 32 espèces de poissons ;
- plus de 200 espèces de papillons ;
- près de 1000 espèces de coléoptères ;
- 21 espèces de libellules ;
- 20 espèces de mollusques.

Données tirées de l'exposition sur la Bassée de l'ANVL[source insuffisante].